# なかた茜
なかた茜（なかた あかね、1973年 - ）は、日本の劇作家、演出家、女優。
大阪府出身。トランスパンダ主宰。
1999年TPプロデュース第5回公演「YS」（ワイエス）にて第6回OMS戯曲賞佳作を受賞。
東京を拠点とし劇団として活動をしているクロムモリブデンが大阪を本拠地としていた頃、数年に渡って女優として参加。
その後、演劇プロデュースユニット「トランスパンダ」（TPプロデュース）を旗揚げ。脚本と演出を担当し、自身も女優として舞台に立つ。
脚本は非常にカラフルで、テーマとして現代の病理を描いたりもする傍ら軽妙な若い感性に彩られた会話が展開される。
舞台で使用する衣装にグラマラスでロックテイストなブランド「ヒステリックグラマー」から発売されている物を採用する感性が評価され、時に他劇団から演出家としてではなく、衣装協力として声が掛かる程である。

## 作・演出・出演作品
- TPプロデュース第3回公演「ラザニア・コルネ・チュッパチャップス」作：桟敷陽子+ナカタアカネ　演出：ナカタアカネ（1997年）
- TPプロデュース第4回公演「Air」（エアー）作／演出：ナカタアカネ（1998年）
- TPプロデュース第5回公演「YS」ワイエス）作／演出：ナカタアカネ（1999年）
- TPプロデュース第6回公演「B7」ビーセブン）作／演出：ナカタアカネ（1999年）
- TPプロデュース第7回公演「RELAX」（リラックス）作／演出：ナカタアカネ（1999年）
- TPプロデュース第8回公演「N・O」（エヌ・オー）作／演出：ナカタアカネ（2000年）
- TPプロデュース第9回公演「まるさんかくしかく」作／演出：ナカタアカネ（2002年）
- トランスパンダ第10回公演「サディスティック・ジャンキー」作／演出：ナカタアカネ（2003年）
- トランスパンダ第11回公演「ひとつでもいい」作／演出：ナカタアカネ（2007年）

## 作・出演作品
- in→dependent theatre PRODUCE #7「読書÷ギブス」作：ナカタアカネ 演出：奈須崇 出演：なかた茜（2005年）

## 演出・出演作品
- 別冊トランスパンダ+（トランスパンダ×208）公演「三人姉妹」原作：チェーホフ 作／演出：ナカタアカネ 映像：208+（2004年）

## 企画・出演作品
- 期間限定Saccharin「楽屋」 作：清水邦夫 演出：土橋淳志（A級MissingLink）（2008年）

## 主な客演
- Gravitational space 4th「建築プリン」作／演出：橋本裕介（2001年）
- 満月動物園「ツキノアバラ」作／演出：戒田竜治（2003年）
- ニュートラル「その公園のベンチには魔法がかかっている」作／演出：大沢秋生（2007年）
- 超人予備校第4回公演「フルーツ大コウモリがくる」 作／演出：魔人ハンターミツルギ